# Żyrosława
Żyrosława – staropolskie imię żeńskie, złożone z członów Żyro- („pokarm, czynność jedzenia, życie”) i -sława („sława, sławić”).
Żyrosława imieniny obchodzi 18 sierpnia.
Męski odpowiednik: Żyrosław.